# Joacy Freitas Dutra
Joacy Freitas Dutra, auch genannt Alencar, (* 1. August 1937 in Maranguape; † 27. September 1990 in Salvador (Bahia)) war ein brasilianischer Fußballspieler. Er wurde auf der Position eines Stürmers eingesetzt. Er war 1959 der erste Spieler, der in einer brasilianischen Fußballmeisterschaft ein Tor erzielte. In der Saison erzielte er im Finale auch den letzten Treffer der Meisterschaft.

## Karriere
Alencar begann seine Profilaufbahn 1955 beim Ceará SC. Hier kam er zunächst nicht über die Rolle eines Reservespielers hinaus und wechselte im Jahr darauf zum América FC (CE). Bereits 1957 kehrte Alencar zu Ceará zurück und konnte die Staatsmeisterschaft von Ceará gewinnen.
1959 verließ Alencar den Klub und wechselte zum EC Bahia. Hier gab er seinen Einstand in einem Freundschaftsspiel gegen die SE Palmeiras, bei dem Palmeiras 2:1–Sieg gelang ihm auch sein erstes Tor für Bahia. Nachdem er mit dem Klub die Staatsmeisterschaft von Bahia gewonnen hatte, trat dieser auch im Taça Brasil, einem neu ins Leben gerufenen nationalen Fußballwettbewerb. 2010 erkannte der nationale Verband diesen als erste Meisterschaftsserie an. Somit wurde der Taça Brasil 1959 zur ersten brasilianischen Meisterschaft. Bahia trat in der ersten Runde in der Gruppe Nordeste im ersten Spiel gegen den CS Alagoano an. Bei dem 5:0–Erfolg gelang Alencar der erste Torerfolg des Spiels und auch der Meisterschaft insgesamt. Der Klub erreichte das Finale gegen den FC Santos. Nachdem Hin- und Rückspiel keinen Sieger erbrachten, wurden dieser in einem Entscheidungsspiel am 29. März 1960 ermittelt. Alencar traf in der 76. Minute zum 3:1–Entstand für Bahia. Somit erzielte er das erste und letzte Tor der Meisterschaft und des ersten Meisters Bahia. 1961 erreichte Alencar mit Bahia wieder das Finale. Wieder ging es gegen Santos, welches dieses Mal aber siegreich war. Mit 59 Toren im Gepäck verließ Alencar 1962 Bahia. Geplante Wechsel zu Botafogo FR und CR Vasco da Gama kam nicht zustande, woraufhin er für eine Ablöse von 3 Millionen Cruzeiros zur SE Palmeiras ging. Sein Gehalt sollte höher sein, wie die 18.000 Cruzeiros, welche er bei Bahia verdiente. Mit Palmeiras gewann er 1963 die Staatsmeisterschaft von São Paulo, verließ den Klub aber bereits im März 1964 wieder, mit 28 Toren in 62 Spielen (28 Siegen, 16 Unentschieden und 18 Niederlagen). Im Anschluss blieb er bei keinem Klub länger wie eine Spielzeit. 1967 kam er nochmals zu Bahia und gewann hier wieder die Staatsmeisterschaft. Nach seiner Profilaufbahn versuchte Alencar sich als Trainer, u. a. auch bei Bahia. Er konnte sich in dieser Rolle aber nicht etablieren.

## Erfolge
Ceará
- Staatsmeisterschaft von Ceará: 1957, 1958

Bahia
- Staatsmeisterschaft von Bahia: 1959, 1960, 1961, 1967
- Taça Brasil Meister: 1959
- Taça Brasil Vize-Meister: 1961

Palmeiras
- Staatsmeisterschaft von São Paulo: 1963